# Daniel Czajkowski
Daniel Czajkowski (né le 11 février 1978 à Golczewo en Pologne) est un coureur cycliste polonais. Il est professionnel de 2001 à 2008.

## Palmarès sur route
- 2005
  - Memorial im. J. Grundmanna J. Wizowskiego
  - 4e étape du Tour de Serbie
- 2007
  - Memorial im. J. Grundmanna J. Wizowskiego
  - 3e du Mémorial Henryk Łasak

## Palmarès sur piste

### Coupe du monde
- 1999
  - 1er de la vitesse par équipes à San Francisco (avec Marcin Mientki et Grzegorz Krejner)

### Championnats nationaux
- 1997
  - 3e du championnat de Pologne de l'américaine
- 2001
  - 2e du championnat de Pologne de l'américaine